# (8855) Miwa
(8855) Miwa (1991 JL) – planetoida z pasa głównego asteroid okrążająca Słońce w ciągu 3,44 lat w średniej odległości 2,28 au. Odkryta 3 maja 1991 roku.